# Arthur Bigge
Arthur John Bigge (18 juin 1849 - 31 mars 1931) est un officier de l'armée britannique et un courtisan. Il est secrétaire particulier de la reine Victoria pendant les dernières années de son règne et de George V pendant la majeure partie de son règne. Il est le grand-père maternel de Michael Adeane, secrétaire privé d'Élisabeth II de 1953 à 1972.

## Jeunesse
Bigge est le fils de John Frederick Bigge (1814–1885), vicaire de Stamfordham, Northumberland, et le petit-fils de Charles William Bigge (1773–1849) de Benton House (Little Benton, Newcastle upon Tyne, Northumberland) et de Linden Hall (Longhorsley, Northumberland), haut shérif de Northumberland et éminent marchand et banquier à Newcastle upon Tyne. Il fait ses études à l'école de Rossall et à l'Académie royale militaire de Woolwich et est officier dans l'artillerie royale en 1869.

## Carrière
Entre 1878 et 1879, Bigge combat dans la Guerre anglo-zouloue, comme on le sait d'après ses mentions dans les dépêches. En 1880, il est convoqué au château de Balmoral par la reine Victoria pour donner une explication sur la mort du prince impérial dans la guerre. Avant d'être nommé secrétaire privé, il est secrétaire privé adjoint de la reine Victoria. En 1881, il est nommé écuyer ordinaire.
Bigge est nommé secrétaire privé de la reine Victoria en 1895 et sert jusqu'à sa mort en janvier 1901. Quelques mois plus tard, il est nommé secrétaire privé de son petit-fils, le duc de Cornouailles et d'York, qui est nommé prince de Galles plus tard cette année-là. Il continue à servir en tant que tel lors de l'accession du prince au trône comme roi George V en 1910, jusqu'à sa propre mort en 1931. En tant que secrétaire privé du souverain, il est admis au Conseil privé en 1910 et élevé à la pairie en tant que baron Stamfordham, de Stamfordham dans le comté de Northumberland, en 1911.
Bigge semble avoir une influence sur le roi George et est l'un de ceux qui ont soutenu la décision du roi d'adopter Windsor comme nom de famille en raison des sentiments anti-allemands vifs pendant la Première Guerre mondiale. Il persuade le roi de refuser l'asile au tsar Nicolas II et à sa famille, qui sont ainsi contraints de rester en Russie et qui sont assassinés par les bolcheviks. Il interprète la réponse du roi "Bugger Bognor" comme un consentement au changement de nom de Bognor comme Bognor Regis. Il présente le duc d'York (plus tard le roi George VI) à Lionel Logue, qui est devenu l'orthophoniste du duc.

## Famille
Bigge épouse en 1881 Constance Neville (décédée en 1922), fille de William Frederick Neville, Vicaire de Butleigh, Somerset : ils ont un fils et deux filles. Leur fils, le capitaine John Neville Bigge (né en 1887), est tué au combat près de Festubert le 15 mai 1915 alors qu'il sert avec le 1er bataillon du Corps royal de fusiliers du roi. Il est commémoré sur le Mémorial du Touret. Une fille, Victoria Eugénie, épouse le capitaine Henry Robert Augustus Adeane. Elle est la mère de Michael Adeane, secrétaire privé d'Elisabeth II de 1953 à 1972.
Lord Stamfordham est mort, toujours en fonction, au Palais Saint James le 31 mars 1931, à l'âge de 81 ans.